# Ramón Zabalo
Ramón Zabalo Zubiaurre, né le 10 juin 1910 à South Shields (Royaume-Uni) et mort le 2 janvier 1967, à Viladecans, est un footballeur international espagnol évoluant au poste de défenseur.

## Biographie
Avec la sélection espagnole, il participa à la phase finale de la Coupe du monde 1934. 
Il fuit la Guerre d'Espagne en 1936 et s'exile en France où il joue pour le RC Paris jusqu'au début de la Seconde Guerre mondiale. Avec le Racing, il dispute deux finales de la Coupe de France en 1939 et 1940 pour deux succès.
Il retrouve les couleurs du FC Barcelone en 1944-45 et fête à cette occasion son seul titre de champion.

### Sources et bibliographie
- Coll., La Coupe de France de football, Paris, FFF, 1993, p.91 (finale 1939) et p.95 (finale 1940)
- Marc Barreaud, Dictionnaire des footballeurs étrangers du championnat professionnel français (1932-1997), Paris, L'Hamattan, 1998, p.34